# До Кармо, Манфредо
Манфредо Пердигау до Кармо — бразильский математик.
Известен работами по римановой геометрии, топологии многообразий, жёсткости и выпуклости изометрических погружений, минимальных поверхностей, устойчивости гиперповерхностей, изопериметрических задач, минимальных подмногообразий сферы и многообразий постоянной средней кривизны и исчезающей скалярной кривизны. 
Также до Кармо известен своими учебниками. Они были переведены на многие языки.
Защитил диссертацию в Калифорнийского университета в 1963 году под руководством Шиинг-Шен Черн.
Среди его учеников были Селсо Коста, Маркос Дайцер и Кети Тененблат.
Умер 30 апреля 2018 года в возрасте 89 лет.

## Признание
- Стипендия Гуггенхайма (1965 и 1968)
- Член Бразильской академии наук (1971)
- Приглашенный докладчик на международном конгрессе математиков (1978)
- Премия Альмиранте Альваро Альберто, (1984)
- Почётный доктор, Федеральный университет Алагоаса (1991).
- Премия Академии наук третьего мира (1992)
- Национальный орден за научные заслуги, Большой крест (1995)
- Коменда Грасилиано Рамос, Масейо (2000)
- Почетный научный сотрудник IMPA (2003 г.)
- Почетный член Бразильского математического общества (2009 г.)
- Почётный доктор, Федеральный университет Амазонаса (2012 г.)
- Почётный доктор, Университет Мерсии (2012 г.)
- Действительный член Американского математического общества (2012 г.)

## Книги
- Differential Geometry of Curves and Surfaces, Prentice-Hall, 1976
  - Манфредо П. до Кармо. Дифференциальная геометрия кривых и поверхностей. — Институт компьютерных исследований, 2013. — ISBN 978-5-4344-0150-0.
- Geomeria Riemannianna Instituto de Matematica Pura e Aplicada, 1979ь
  - Манфредо П. до Кармо. Риманова геометрия. — Институт компьютерных исследований, 2015. — 316 с.
  - Английский перевод: Riemannian Geometry, Birkhäuser, 1992
- Differential Forms and Applications, Springer Verlag, Universitext, 1994
- Manfredo P. do Carmo – Selected Papers (ed. Keti Tenenblat), Springer, 2012, first volume of the collection “Selected Works of Outstanding Brazilian Mathematicians”
- Eduardo Wagner, Augusto Cezar de Oliveira Morgado, Manfredo Perdigão do Carmo . Trigonometria – Números Complexos ISBN 8583370168